# گورنگه شتیپیه
گورنگه شتیپیه (به صربی: Gornje Štiplje) یک منطقهٔ مسکونی در صربستان است که در یاگودینا واقع شده‌است. گورنگه شتیپیه ۱۹۰ نفر جمعیت دارد.